# 菜公 (高雄市)
菜公，是臺灣高雄市左營區的一個傳統地域名稱，位於該區東部。相較於今日行政區，其範圍大致包括福山里不含東南部凸出部分的東端、菜公里不含西南端、新光里東部。
本地區境內主要聚落為菜公，設有新莊高中、福山國中、文府國中、福山國小、文府國小、新民國小。高鐵左營站位於本地區西北部邊界地帶。

## 歷史
台灣日治初期，菜公地區為一街庄，稱為「菜公庄」（舊制街庄），隸屬於興隆外里。該庄昔日西北與左營庄為鄰，東北與五塊厝庄為鄰，東邊一小段與八卦藔庄為鄰，東南邊、南邊及西南邊為覆鼎金庄。
1901年（日治明治三十四年）11月11日，全台廢縣廳改設二十廳，該庄隸屬於鳳山廳。1904年（明治三十七年）5月3日，該庄編入「左營區」，隸屬於鳳山廳。1909年（明治四十二年）10月25日，全台合併二十廳為十二廳，左營區改隸屬於臺南廳。1920年（大正九年）10月1日，全台地方制度大改正，廢十二廳改設五州二廳，該庄改制為「菜公」大字，隸屬於高雄州高雄郡左營庄（新制街庄）。1924年（大正十三年）12月25日，高雄郡廢郡，左營庄改隸屬於岡山郡。1940年（昭和十五年）10月1日，左營庄廢庄，本地區改隸屬於州轄高雄市。
戰後高雄市改制為省轄高雄市，大字亦改制為里。1946年（民國35年），高雄市劃分為10個區，本地區隸屬於左營區。1979年（民國68年）7月1日，高雄市升格為院轄高雄市。2010年（民國99年）12月25日，高雄縣、市合併為現今院轄高雄市。

## 聚落
本地區發展較早的聚落為菜公，在日治初期的官方地圖上已有記載。

## 交通
台灣高鐵是台灣西部南北向高速鐵路，其南側端點（終點）為本地區西北部邊界地帶中央的高鐵左營站。由此可快速前往台灣高鐵沿線各站。
台鐵縱貫線是台灣西部南北向鐵路幹線，經過本地區西北部邊界地帶，並在高鐵左營站旁設有新左營站（兩者共站不共構）。該站屬一等站，停靠大部分自強號及全部莒光號、區間快車、區間車；由此可前往台鐵沿線各站。
高雄捷運紅線是高雄捷運系統的南北向路線，經過本地區西北部、中部及西南部，並設有左營/高鐵站（與高鐵左營站部分共構）、生態園區站。由此等可前往高雄捷運沿線各站。
國道10號又稱「高雄支線」或「高雄環線」，是左營至旗山的高速公路，在本地區路段設有平面側車道。其西側端點（起點）左營端位本地區中部偏西南的文自路路口上方，由此西行可銜接高雄都會區快速道路以前往高鐵左營站、台鐵新左營站共用的停車大樓，或省道台17線（南出北入）；東行可前往國道10號沿線各地，或銜接國道1號、國道3號。該道路在本地區路段設有多個進出口匝道，包括文自路路口的「文自路匝道」（東入）、自由四路路口的「自由路匝道」（西出）、省道台1線路口的「民族路匝道」（東入）。
省道台1線又稱「縱貫公路」，是台北至楓港的傳統平面幹道，經過本地區東部暨菜公聚落東側。由該道路北行可前往楠梓區、岡山區、路竹區、湖內區等地，南行可前往三民區、鳳山區、大寮區、屏東縣屏東市等地。
省道台17線又稱「西部濱海公路」，是甲南至水底寮的幹道，經過本地區極西點。由該道路北行可前往楠梓區、橋頭區西南端、梓官區、彌陀區等地；南行可前往左營區左營市區、鼓山區、三民區、前金區等地。

## 學校
- 新莊高中
- 福山國中
- 文府國中
- 福山國小
- 文府國小
- 新民國小

## 公務機關
- 高雄市政府警察局博愛四路派出所
- 高雄市政府消防局第二大隊新莊消防分隊